# Elcione Barbalho
Elcione Therezinha Zahluth Barbalho (Belém, 5 de outubro de 1944) é uma pedagoga e política brasileira. Filiada ao Movimento Democrático Brasileiro (MDB), atualmente é deputada federal pelo Pará.

## Biografia
Filha de Domingos Salim Zahluth e de Nair Rodrigues de Brito Zahluth, Elcione Barbalho nasceu na Cidade Velha, em Belém do Pará, em 5 de outubro de 1944.
Formou-se em pedagogia pela Universidade Federal do Pará (UFPA) em 1968 e, ainda no mesmo ano, tornou-se inspetora de educação e secretária de departamento da Secretaria de Educação do Pará (SEDUC). Em 1970, trabalhou como supervisora educacional da Johnson & Johnson do Brasil e, em 1971, concluiu especialização em administração escolar pela mesma universidade.
Entre 1971 e 1975, foi diretora de educação e cultura do Serviço Social da Indústria (Sesi) de Belém; entre 1987 e 1988, diretora administrativa e financeira do jornal Diário do Pará; entre 1983 e 1987, coordenadora estadual da Legião Brasileira de Assistência/Programa Nacional do Voluntariado (LBA/Pronav); entre 1990 e 1994, diretora da Rede Brasil Amazônia de TV Ltda; e entre 1983 e 1987, e 1991 e 1994, atuou como presidente da Ação Social Integrada Governo Estadual.
Além disso, Elcione Barbalho foi casada com o político paraense Jader Barbalho, sendo primeira-dama do Pará nas duas vezes em que ele foi governador (1983-1987 e 1991-1994), com quem teve dois filhos: Helder Barbalho, atual governador do Pará, e Jader Filho. Mesmo após a separação do casal, manteve o sobrenome Barbalho e tem participações nas empresas do ex-marido.

## Trajetória política
Filiada ao Movimento Democrático Brasileiro (MDB) desde 1981, Elcione Barbalho foi primeira-dama do estado do Pará nos períodos de 1983-1987 e 1991-1994, quando foi presidente dos conselhos estaduais de pessoas portadoras de deficiência (1984-1987) e de entorpecentes (1986-1987), além de participar de vários seminários, conferências e congressos sobre a prevenção do uso abusivo de drogas, e trabalhar na implantação e direção do Projeto de Alimentação do Menor (1986-1987). Já durante o segundo governo de Jader Barbalho, presidiu o Conselho Curador da Fundação Carlos Gomes, o Conselho de Administração da Companhia de Habitação Popular (Cohab), e foi diretora da Santa Casa de Misericórdia e da Comissão Estadual de Segurança Alimentar.
Em 1994, concorreu pela primeira vez ao cargo de deputada federal pelo Partido do Movimento Democrático Brasileiro (PMDB), atual MDB, e, alcançando a soma de 153.860 votos (14,71% dos votos válidos), foi eleita como a deputada mais votada no estado. Durante o mandato, integrou as comissões de Seguridade Social e Família e de Direitos Humanos. Além disso, destacou-se por votar a favor do fim do monopólio dos governos estaduais na distribuição de gás, contra o fim do monopólio estatal nas telecomunicações e na exploração do petróleo pela Petrobras. Em junho de 1996, votou a favor da criação da Contribuição Provisória sobre Movimentação Financeira (CPMF), que substituiu o Imposto Provisório sobre Movimentação Financeira (IPMF), criado como fonte complementar de recursos para a saúde. Ainda no mesmo ano, disputou a prefeitura de Belém do Pará mas, obtendo 88.123 votos, o equivalente a 16,77% dos votos válidos, ficou em 3º lugar.
Em 1998, foi reeleita ao cargo de deputada federal com a soma de 88.777 votos (5,15% dos votos válidos), sendo a candidata mais votada do PMDB e a segunda de todo o estado. Durante o segundo mandato, foi segunda vice-presidente da Comissão permanente da Amazônia e Desenvolvimento Regional (CINDRA); terceira vice-presidente da Comissão Permanente de Relações Exteriores e de Defesa Nacional (CREDN); titular da Comissão Permanente de Segurança Pública e Combate ao Crime Organizado, Violência e Narcotráfico (CSPCCO); e representante da Câmara dos Deputados, na reunião da Comissão da Mulher do Parlamento Latino-Americano, realizada em São Paulo, em 1999.
Em 2002, disputou uma vaga no Senado Federal mas, mesmo angariando 962.496 votos, o equivalente a 20,32% dos votos válidos, não conseguiu ser eleita, sendo superada pelos candidatos Ana Júlia Carepa, do Partido dos Trabalhadores (PT), e Duciomar Costa, do Partido Social Democrata (PSD). Em 2003 e após o fim do seu mandato na Câmara dos Deputados, assumiu a Secretaria Paraense Extraordinária de Assuntos Institucionais.
Em 2004, foi eleita vereadora de Belém com a maior votação do município com 20.220 votos, na legenda do PMDB. Dois anos depois, porém, concorreu novamente a uma vaga na Câmara dos Deputados e conseguiu ser eleita deputada federal pelo Pará com a soma de 114.465 votos (3,67% dos votos válidos). Durante o terceiro mandato como deputada federal, em 2007 foi vice-líder do bloco formado por PMDB, PTB, PSC e PTC na câmara, permanecendo até o ano de 2009. Além disso, presidiu a Comissão Permanente de Seguridade Social e Família, foi 2ª vice-presidente da Comissão de Trabalho, Administração e Serviço Público (CTASP), integrou a Comissão de Integração Nacional, Desenvolvimento Regional e da Amazônia (CINDRA), além de atuar na comissão especial destinada a acompanhar a aplicação das Leis de Anistia, e da comissão externa que buscava apurar as condições e aplicações dos recursos da saúde nos hospitais dos estados do Pará e do Amapá.
Ainda na terceira legislatura como deputada, apresentou o Projeto de Lei (PL) 3578/2008, referente à instituição da isenção de pagamento da taxa de inscrição em vestibulares e concursos públicos para cidadãos com vulnerabilidade socioeconômica; e o PL 4018/2008, referente à destinação de 30% dos royalties e participações especiais provenientes da exploração de petróleo e gás natural geradas na camada pré-sal ao Fundo Nacional de Desenvolvimento da Educação (FNDE) e ao Ministério do Desenvolvimento Social e Combate à Fome (MDS).
Em 2010, foi reeleita deputada federal para a 54.ª legislatura com a soma de 209.635 votos (6,12% dos votos válidos), na legenda do PMDB. Durante o quarto mandato, foi membro titular da Procuradoria Parlamentar da Mulher e integrou a Comissão de Minas e Energia. Além disso, foi uma dos autoras do PL-3945/2012, que tinha como objetivo facilitar pesquisas científicas relativas ao diagnóstico e tratamento de doenças negligenciadas.
Já em 2014, foi reeleita ao cargo de deputada federal para a 55.ª legislatura (2015-2019), angariando a soma de 87.632 votos (2,33% dos votos válidos). Durante o mandato, em 17 de abril de 2016, Elcione Barbalho votou contra a abertura do processo de impeachment de Dilma Rousseff. Já durante o Governo Michel Temer, votou a favor da PEC do Teto dos Gastos Públicos e, em abril de 2017, foi favorável à Reforma Trabalhista. Além disso, em agosto de 2017, votou contra o processo em que se pedia abertura de investigação do presidente Michel Temer, ajudando a arquivar a denúncia do Ministério Público Federal.
Por fim, em outubro de 2018, Elcione Barbalho foi reeleita para o seu 6° mandato na Câmara dos Deputados na legenda do MDB, angariando a soma de 165.202 votos, o equivalente a 4,18% dos votos válidos.